# 日立市かみね動物園
日立市かみね動物園（ひたちしかみねどうぶつえん）は、茨城県日立市の日立市かみね公園内にある市営の動物園。園内からは太平洋を一望できる。

## 沿革
- 1956年4月 日立市神峰公園（現在は「かみね公園」）が都市公園法の適用を受け動物園を整備することとなり、園内でニホンザルやツキノワグマを飼育したのが始まり。
- 1957年6月5日 4種7点の動物で神峰動物園として開園。開園当時は入園料無料。
- 1958年 インドゾウ「みね子」の飼育開始を期に有料化。
- 1969年 北園開園。キリン、カバ等の大型動物やフラミンゴの飼育を開始。
- 1971年 日立市かみね動物園に改称。
- 1980年 カバの双子が世界で初めて誕生。爬虫類舎が完成。
- 1983年 国内で初めてヒムネバトの繁殖に成功。
- 1993年 かみね動物資料館が完成。世界最高齢のラマ「シーナ」（27歳）が死亡。
- 1997年 入園者が1400万人を達成。
- 2004年 経営改善策として、年末年始を除き無休となる。
- 2007年 開園50周年を記念して、シンボルキャラクターが「かみねっちょ」に定まる[1]。
- 2008年 新チンパンジー舎が完成。
- 2009年 新動物園管理事務所「ふれあいプラザかみね」、ゾウの屋外グラウンド完成。
- 2011年 旧アザラシ舎をペンギン舎に改装。東日本大震災で旧ペンギン舎倒壊。被災者のため震災後1ヶ月間無料開放。新サル舎「サルの楽園」が完成。
- 2012年 新クマ舎「クマのすみか」が完成。
- 2017年 国内最高齢のカバ・「バシャン」が死亡した。推定54歳。
- 2018年 爬虫類と日立市の鳥ウミウを展示する「はちゅウるい館」が11月18日開館。けものフレンズとコラボレーション[2][3]。
- 2020年 新ニホンザル舎「ニホンザルのひろば」が完成。
- 2021年 新レッサーパンダ舎「レッサーパンダの竹林」が完成。
- 2022年 新猛獣舎「がおーこく」が完成。
- 2023年 新ビーバー舎「アメリカビーバーのダム」が完成。

## 施設
ゾウ舎の柵には、ゾウが鼻を伸ばせるよう間隔を広げてあるところがあり、えさやり体験を行っている。
ウサギやモルモットに触れることができるこども動物園がある。
ペンギン舎は池の水面を目線の高さにすることで間近にペンギンが泳ぐところを見られるよう工夫している。
近年は、タワーの間に木材やロープの橋を渡したチンパンジー舎やサル舎を新築。サル目の行動展示に力を入れている。日立市かみね動物園の開園時間は、毎日午前9時から午後5時まで。

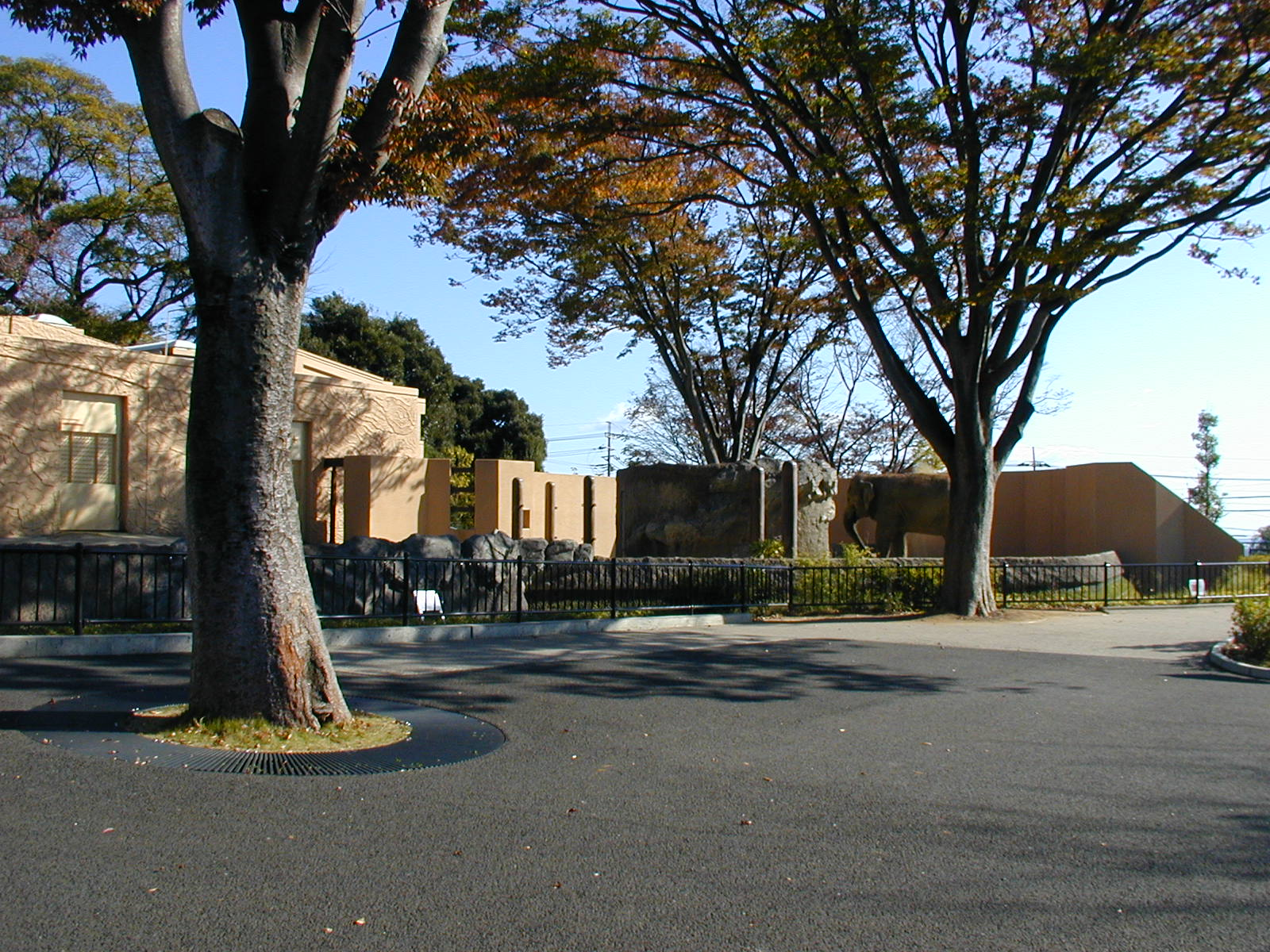
ゾウ舎
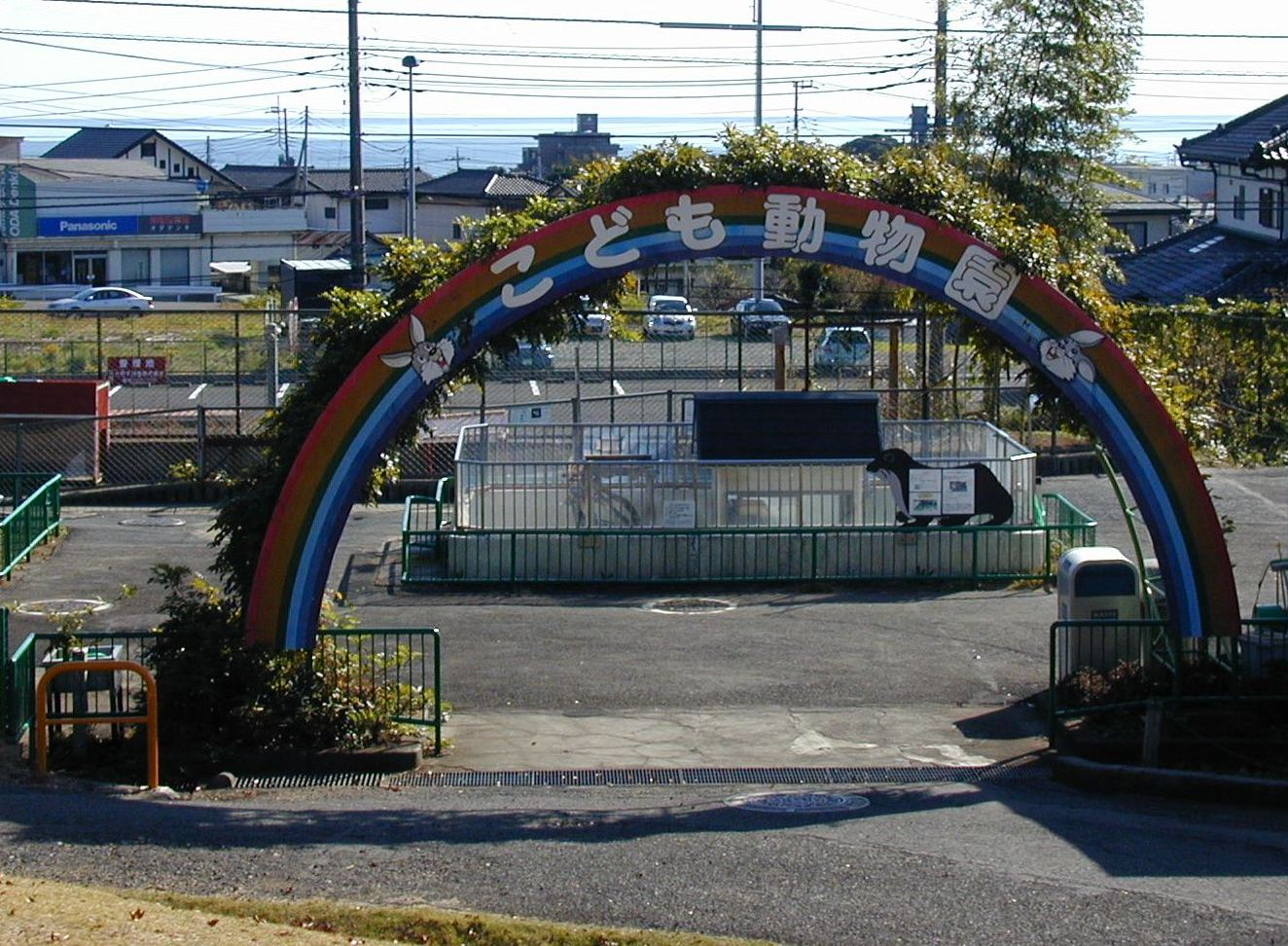
こども動物園
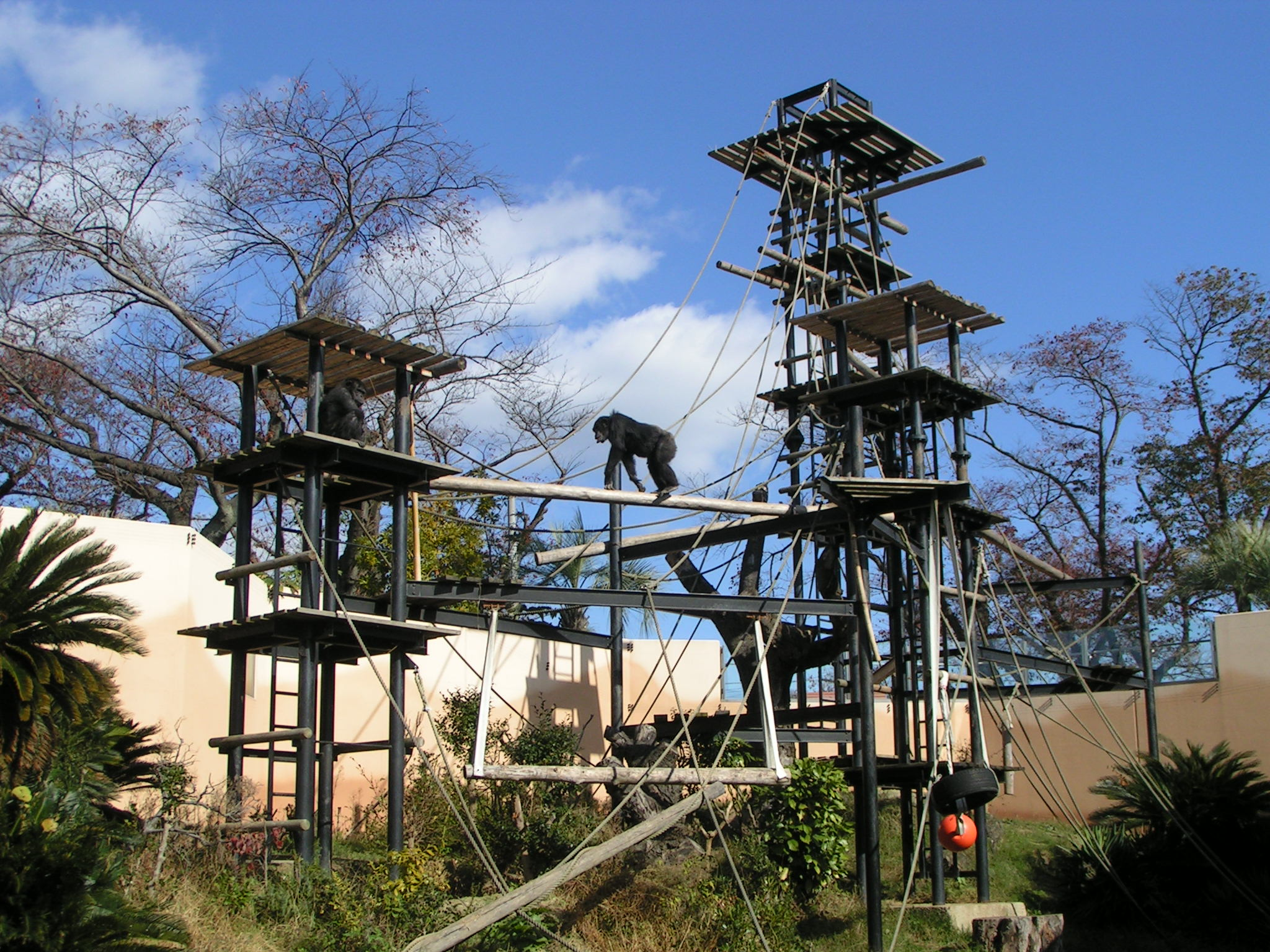
チンパンジー舎の屋外放飼場
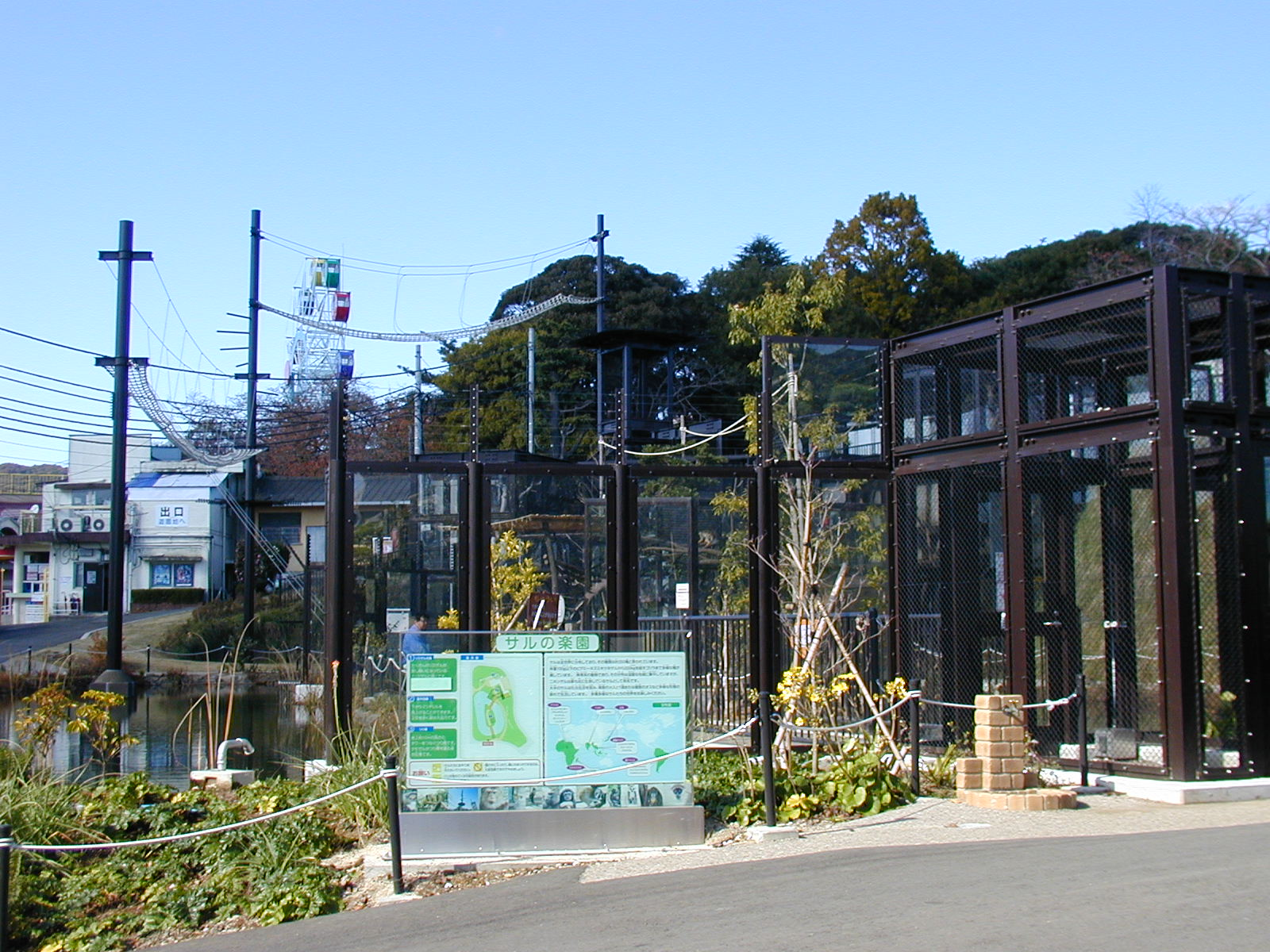
サルの楽園
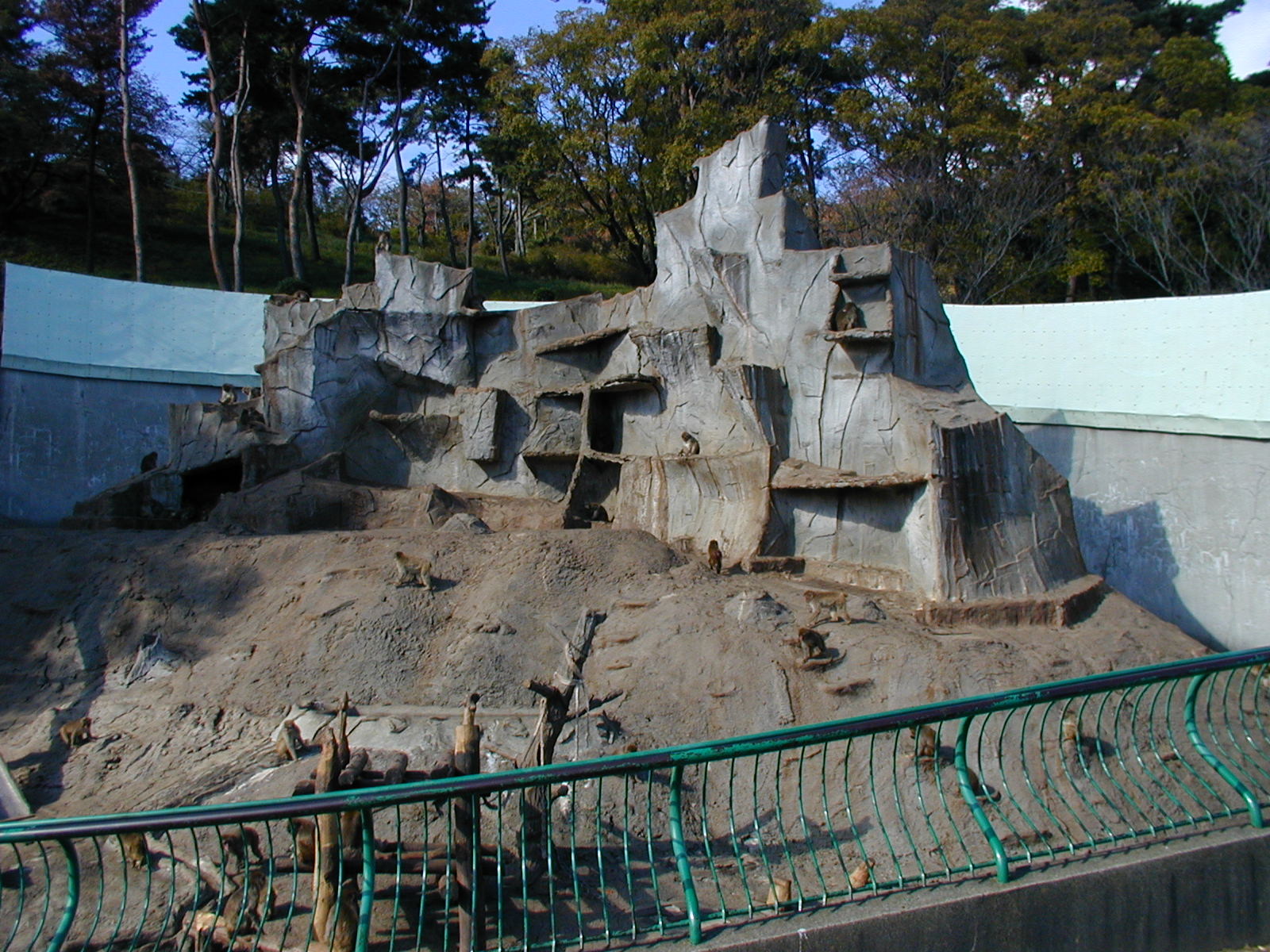
サル山(ニホンザル)
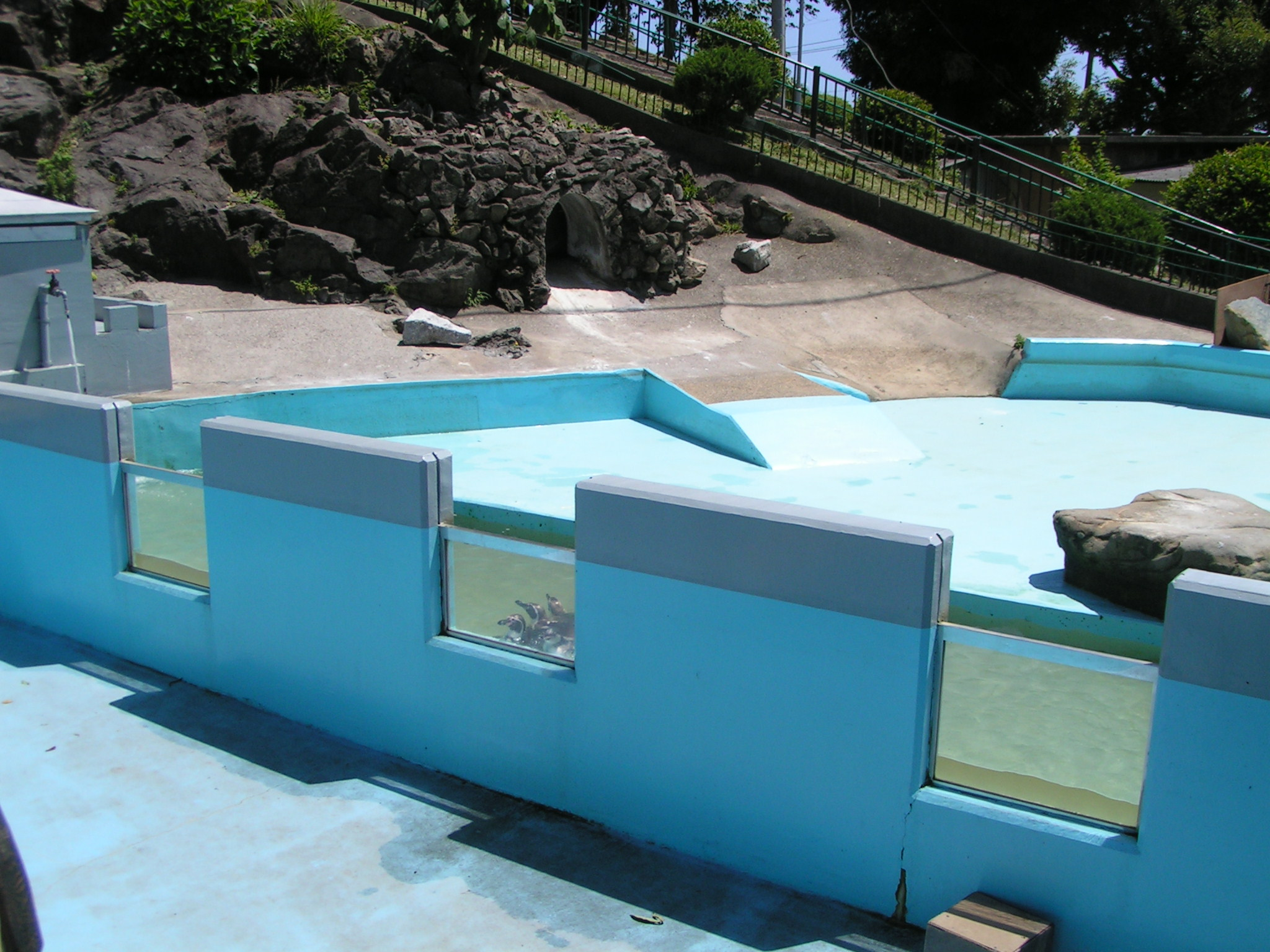
ペンギン舎
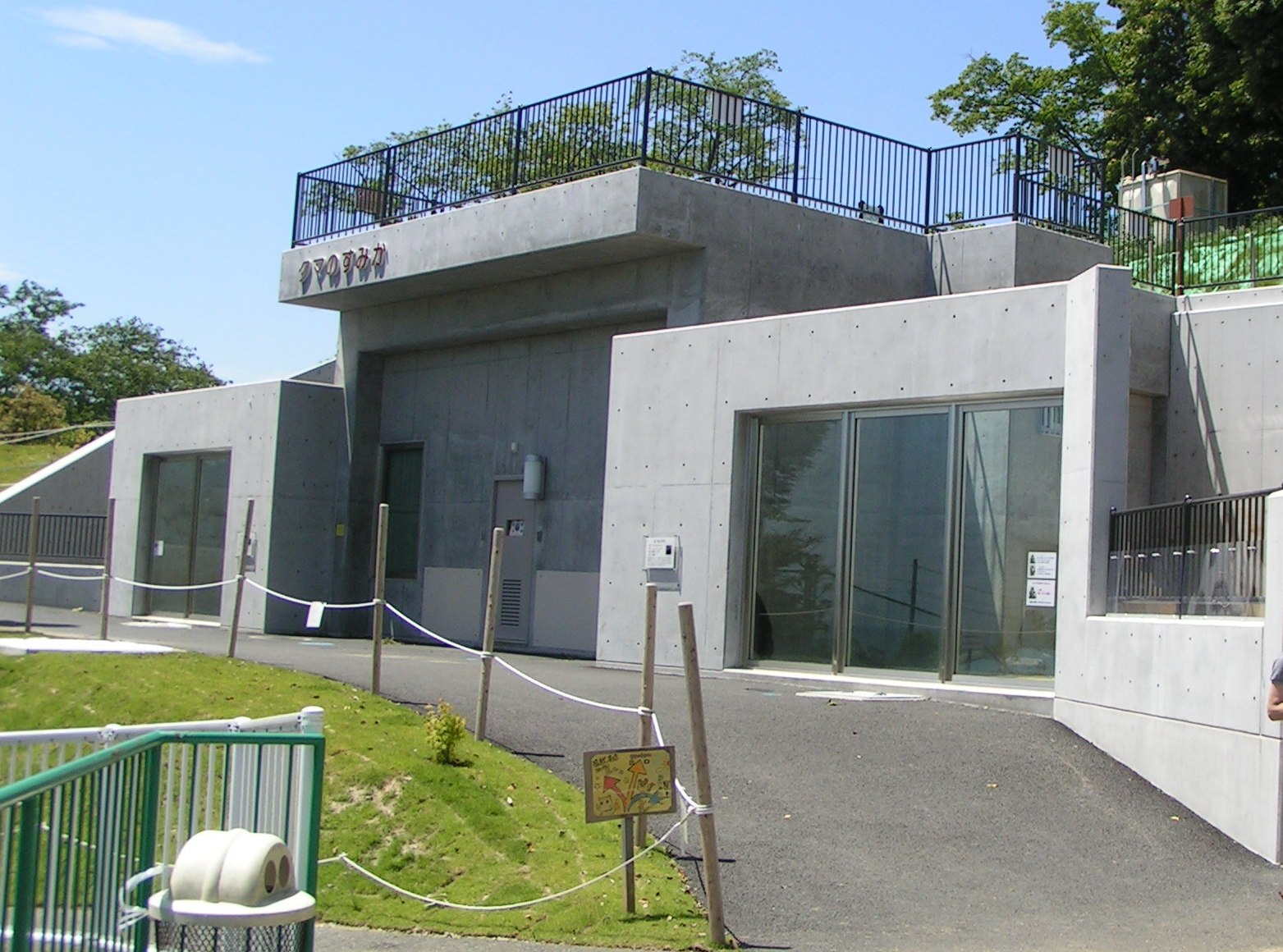
クマのすみか

## 飼育動物
約70種、500頭/匹/羽程度（「はちゅウるい館」オープン後は約100種、570頭/匹/羽に増える予定）。主なものは次のとおり。
| - アジアゾウ - アミメキリン - カバ - クロサイ - ライオン - ベンガルトラ - ジャガー - エゾヒグマ - ニホンツキノワグマ - レッサーパンダ - アライグマ - コツメカワウソ | - マンドリル - ワオキツネザル - ニホンザル - チンパンジー - リスザル - アフリカタテガミヤマアラシ - マーラ - カピバラ - アカカンガルー - アメリカビーバー - フンボルトペンギン | - チリーフラミンゴ - ニジキジ - タンチョウ - ウミウ - ワライカワセミ - ミナミワシミミズク - オオタカ - ケヅメリクガメ - ボールニシキヘビ |

## 所在地
- 茨城県日立市宮田町5-2-22
- JR常磐線日立駅から行き先番号74〜84の日立電鉄バスで、「神峰公園口」下車

## みねこクラブ
かみね動物園の運営を応援する地域住民のボランティアグループ。名称は飼育されているインドゾウの名前「みねこ」から。
動物園グッズの製造販売、園内環境整備、イベントのサポーターなどを行っている。また応援歌『動物園へゴーゴー』を作り、園内で放送している。

## テレビ・映画
旭川市旭山動物園の再起・脚光を描いた映像作品において、改善される前のシーンの撮影の多くは、かみね動物園で行われている。
- ドラマ『奇跡の動物園〜旭山動物園物語〜』（フジテレビ系）（2006年）
- 映画『旭山動物園物語 ペンギンが空をとぶ』（2009年）

また、ドキュメンタリー番組『素敵な宇宙船地球号』ではかみね動物園自身の改善の様子を3回シリーズで放送した。
- ドキュメンタリー『素敵な宇宙船地球号〜赤字動物園の挑戦！〜』（テレビ朝日系）（2006年〜2008年）

バラエティー番組『天才!志村どうぶつ園』（日本テレビ系）では母親ヨウから育児拒否されたチンパンジー・ゴウちゃんを人工飼育している様子をシリーズで放送している。ゴウは同番組で活躍してるチンパンジーのパンくんの妹であり、パンの娘のプリンのおばにあたる。(2011年）
- 実写映画『魔女の宅急便』（2014年）　「コリコ動物園」として登場、カバさんひろばなどで撮影が行われた。[7]
- ドラマ『君の花になる』（TBSテレビ）（2022年）　第4話のロケ地となった。